# Antheraea borneensis
Antheraea borneensis är en fjärilsart som beskrevs av Moore 1892. Antheraea borneensis ingår i släktet Antheraea och familjen påfågelsspinnare. Inga underarter finns listade i Catalogue of Life.